# Poelvoorde (Zeeland)
Poelvoorde was een kasteel bij het Nederlandse dorp 's-Gravenpolder, provincie Zeeland.

## Geschiedenis
Nabij het gehucht Voortrappen werden de aanwassen langs de zeedijk in 1316 ingepolderd door er een dijk omheen te leggen. Deze nieuwe polder kreeg de naam Gravenpolder, verwijzend naar de eigenaren, de graven van Holland. In deze polder ontstond het dorpje 's-Gravenpolder.
De enige vermelding van kasteel Poelvoorde dateert van 8 juni 1386: Claes van Borsele van Cortgene droeg het 'hof toet Poelvoerde' te 's Gravenpolder op aan de Hollandse graaf Albrecht van Beieren, waarna hij het direct weer in leen terug ontving. Claes was de grafelijke rentmeester Bewestenschelde en waarschijnlijk voerde hij namens de graaf het beheer over de nog jonge polders.
Zijn zoon Philips van Borsele van Cortgene (circa 1380-1431) volgde hem op. Vanaf 1413 was Philips rentmeester van de Hollandse graaf. Hij zal waarschijnlijk ook met Poelvoorde zijn beleend. Na Philips' overlijden stierf het geslacht Van Borsele van Cortgene in mannelijke lijn uit en vervielen de bezittingen terug aan de graaf.
Gravin Jacoba van Beieren beleende vervolgens haar hofmeester Willem de Bije met het ambacht 's Gravenpolder. Mogelijk heeft Willem ook Poelvoorde bewoond. In 1438 verkocht hij het ambacht echter weer aan Frank van Borsele en Willem van de Maalstede.
Wanneer het kasteel is verdwenen, is niet bekend.

## Beschrijving
De enige beschrijving van het kasteel dateert uit 1386: het zou gaan om een steenhuis, gebouwen en een boomgaard. Rondom het complex lag een gracht.
Waar het kasteel heeft gestaan, is onbekend. Bij een vaststellen van de straatnaam Poelvoordestraat in 1969 werd de locatie van het kasteel omschreven als 'ten noorden van de hervormde kerk'. In hetzelfde jaar zijn ten noordwesten van 's-Gravenpolder fundamenten gevonden, maar deze zijn verloren gegaan door de ruilverkavelingen; mogelijk ging het om de resten van Poelvoorde. 
Aldegonde · Kasteel van Axel · Baarland · Baarsdorp · Barbestein · Biervliet · Bieweg · Blodenburg · Huis der Boede · Brijdorpe · Bruëlis · 't Burchtje · Burggravensteen · Buttinge · Coxijde · Crayenstein · Duinbeek · Duivelsberg · Ellewoutsdijk · Filippenburg · Geersdijk · Gistellis · Gravenhof · Slot Haamstede · Kasteel Hellenburg · Herkestein · Heuvelsweg · Hoge Huis · Ter Hooge · Hoogkamer · Kats · Kind van Trente · Kleverskerke · Kortgene · Kreke · Kruiningen · Laterdale · Lodijke · Maalstede (Hulst) · Maalstede (Kapelle) · Magdalon · Hof Ter Moere · Moermond · Te Mortiere · Muiden · Hof ter Nisse (Nisse) · Hof ter Nisse (Ossenisse) · Oostende · Oostende (Goes) · Oosterstein · Poelvoorde · Poortvliet · Popkensburg · De Pottere · Poucques · Pronkenburg · Ravenstein · Saeftingher Slot · Kasteel van Sint-Maartensdijk · Schengen · Sluis · Smallegange · Stavenisse · Tolhuis van Iersekeroord · Huus ter Tolne · Torenberg · Torenhoeve · Toren van Bourgondië · Troye · Valkenisse · Vinninghen · Vlissingen · Voorhoute · Waarde · Watervliet · Weldamme · Welland · Huis te Werf · Te Werve · Westenschouwen · Westhove · Westkerke · Windenburg · Zandenburg · Zwanenburg